# Polvo carnavalero (película)
Polvo carnavalero es una película cómica colombiana de 2016 dirigida por Juan Camilo Pinzón con guion de Dago García, Fue estrenada el 26 de mayo del mismo año, protagonizada por Rafael Zea, Isabella Córdoba, Johanna Cure, Patricia Tamayo, Néstor Alfonso Rojas y Víctor Hugo Morant. En 2017 fue producida una serie de televisión del mismo nombre, basada en los hechos narrados en la película.

## Sinopsis
Alejandro es un joven capitalino adinerado con una fuerte aversión por los ciudadanos de la costa. Es enemigo de sus costumbres y sus ruidosas fiestas. Sin embargo, su madre moribunda le confiesa una dura realidad para él: fue producto de una noche de pasión de su madre en el Carnaval de Barranquilla. Alejandro, hijo de un padre costeño que no conoce, decide emprender un viaje a Barranquilla para encontrarse con sus verdaderas raíces. 

## Reparto
- Rafael Zea[9] - Alejandro Mallarino Otero
- Isabella Córdoba[10] - María José Santamaría
- Johanna Cure[11] - Elizabeth Abuabara de Mallarino
- Patricia Tamayo - Beatriz Otero
- Néstor Alfonso Rojas - Teófilo Martínez
- Víctor Hugo Morant - Julio Santamaría